# Cidade incorporada
Uma cidade incorporada é uma cidade que é uma corporação municipal.

## No Canadá
Cidades incorporadas são uma forma de governo local no Canadá, que é uma responsabilidade provincial ao invés de federal.

## Nos Estados Unidos
Uma cidade incorporada nos Estados Unidos é um município incorporado, isto é recebe uma espécie de "constituição" do Estado, semelhante à leis formentadas em uma cidade comum. Uma cidade incorporada irá elegir tradicionalmente somente aqueles de sua confiança, que somente a população poderá decidir. Em alguns estados estadunidenses, especialmente no meio-oeste e oeste, os municípios civis podem às vezes serem chamados de "cidades", mas geralmente não são municípios incorporados, mas sim subdivisões administrativas, derivam sua autoridade e não possuem uma "constituição".

### Califórnia
No estado estadunidense da Califórnia, os termos "cidade" e "município" são explicitamente intercambiáveis, ou seja, não há distinção legal entre uma cidade e uma cidade incorporada. A Califórnia possui 22 municípios incorporados, que são denominados, "Cidade de (nome)" e "Município de (nome)".

### Illinois
Em Illinois, uma cidade incorporada é um dos três tipos de municípios. Uma cidade incorporada é um município que foi incorporado por um ato especial da Assembléia Geral de Illinois, antes da criação do Código Municipal de Illinois. A lei padrão do estado entrou em vigor no dia 1 de julho de 1872 e não prevê a incorporação de cidades ou municípios.
Atualmente existem 17 cidades incorporadas em Illinois, na qual nenhuma delas são sedes de condado:
| Cidade             | Condado               | Incorporado |
| ------------------ | --------------------- | ----------- |
| Annawan            | Condado de Henry      | 31-03-1869  |
| Astoria            | Condado de Fulton     | 24-01-1839  |
| Atkinson           | Condado de Henry      | 07-03-1867  |
| Belle Prairie City | Condado de Hamilton   | 30-03-1869  |
| Chatsworth         | Condado de Livingston | 08-03-1867  |
| Cicero             | Condado de Cook       | 28-02-1867  |
| Cortland           | Condado de DeKalb     | 16-02-1865  |
| Humboldt           | Condado de Coles      | 16-04-1878  |
| La Prairie         | Condado de Adams      | 15-04-1869  |
| Mason              | Condado de Effingham  | 15-02-1865  |
| Naples             | Condado de Scott      | 01-02-1839  |
| New Canton         | Condado de Pike       | 31-03-1869  |
| Nilwood            | Condado de Macoupin   | 09-03-1867  |
| Normal             | Condado de McLean     | 25-02-1867  |
| Otterville         | Condado de Jersey     | 07-03-1867  |
| Sigel              | Condado de Shelby     | 07-03-1867  |
| Topeka             | Condado de Mason      | 10-04-1869  |

### Maryland
As cidades incorporadas em Maryland podem ser cidades, vilas ou aldeias.

### Nova Inglaterra
Nos seis estados da Nova Inglaterra (Connecticut, Rhode Island, Massachusetts, Vermont, New Hampshire e Maine), as cidades são as principais sedes do governo local.